# Gastines

Gastines este o comună în departamentul Mayenne, Franța. În 2009 avea o populație de 200 de locuitori.